# Felix Romuliana

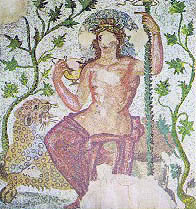
Mosaico del palacio de Galerio.

Romuliana o Félix Romuliana es un yacimiento arqueológico con restos romanos próximo a la población serbia de Gamzigrad. El lugar, en la antigüedad, era un castro o campamento militar. En él nació y fue sepultado el emperador Galerio (250-311). En 2007, la Unesco lo decaró Patrimonio de la Humanidad.

## Historia
Tras la pérdida de la Dacia en 268, el emperador Aureliano transfirió las legiones a la ribera opuesta del río Danubio, creando la provincia de Dacia Ripensis, con Ratiaria como capital (act. Achar). 
El campamento de Romuliana formaba parte de esta provincia. Fue llamada Romuliana o Félix Romuliana en honor a Romula, la madre del emperador Galerio. Situado en el cruce de varias vías romanas, Romuliana llegó a ser un centro administrativo de la provincia y allí se administraba el oro que producían las minas de la región. El emperador Galerio, oriundo de la región, mandó construir un palacio de retiro, inspirado en el palacio de Spalato, erigido en la ciudad de Split (Croacia) bajo el mandato del emperador Diocleciano. 
Si bien continuó poblada durante el Imperio bizantino, Romuliana fue al final destruida por las hordas de los ávaros en el siglo VI.

## Arqueología
El yacimiento queda hoy día 20 km al sur de Brestovac, junto a la población de Gamzigrad. Ocupa unas seis hectáreas y media, donde Galerio hizo levantar un fuerte rodeado de varias torres. Según la Unesco, el enclave ofrece un testimonio único de la arquitectura romana adaptada al programa ideológico de la segunda tetrarquía del imperio. En la actualidad, aún se pueden apreciar la puerta occidental y los principales recintos.
Se han descubierto numerosos objetos de la era romana: joyería, armamento y monedas, que ayudan a datar los alrededores. Subsisten además importantes vestigios de basílicas, templos, termas y un tetrapilo. En el palacio construido por Galerio, se puede apreciar un bello conjunto de columnas y mosaicos; uno de los mosaicos representa a Adonis, otros muestran escenas de caza. 
Sobre la colina Magura, próxima al palacio imperial, se han encontrado dos tumbas pertenecientes al emperador Galerio y a su madre Romula, fallecida entre los años 303 y 305.